# 安-洛·約根森
安-洛·約根森（丹麥語：Ann-Lou Jørgensen，1977年6月12日—），是一名已退役丹麥女子羽球運動員。
安-洛·約根森在2004年夏季奧運會羽球比賽上與麗克·歐爾森一起參加女子雙打項目。兩人在第一輪輪空，在第二輪擊敗德國組合。在四分之一決賽中，兩人以6:15、7:15輸給了中國的黃穗和高崚。
她曾代表丹麥參加2000年優霸盃。在對陣中國的決賽中，她與梅特·施約達格一起出賽第二雙打，原本要與秦藝源/高崚組合比賽，但丹麥隊以0-3提前落敗而結束賽事。